# Thermes de Constantin
 (février 2009).
Si vous disposez d'ouvrages ou d'articles de référence ou si vous connaissez des sites web de qualité traitant du thème abordé ici, merci de compléter l'article en donnant les références utiles à sa vérifiabilité et en les liant à la section « Notes et références ».
Ne doit pas être confondu avec les thermes de Constantin à Rome.
Les thermes de Constantin ou thermes du Nord sont des bains romains du IVe siècle, situés à Arles au bord du Rhône.  

## Histoire
Ces thermes ont été construits au début du IVe siècle, lorsque l'empereur Constantin résidait à Arelate. Connus au Moyen Âge sous le nom de « palais de la Trouille », ils ont traditionnellement été considérés à tort comme les ruines d'un palais que l'empereur Constantin aurait érigé.
Les vestiges des thermes sont classés au titre des monuments historiques par la liste de 1840, le mur romain et les caves attenantes sont classés en 1922.
Ils sont rénovés de 1980 à 1995 après le rachat du monument par la ville d'Arles.

## Description
Les thermes du Nord (thermes de Constantin) sont parmi les mieux conservés de France, avec les thermes de Chassenon en Charente et les thermes de Cluny à Paris. Les thermes ont été partiellement dégagés à partir du XIXe siècle.
Les vestiges actuellement visibles correspondent au caldarium, avec des planchers de chauffe suspendus (hypocauste) comprenant trois piscines (solia). Deux d'entre elles sont rectangulaires. La troisième, en abside semi-circulaire et percée de trois fenêtres, est couverte d'une voûte en cul de four. Le caldarium communique avec le laconicum ou étuve sèche et le tepidarium ou bain tiède, terminé à l'ouest par une abside semi-circulaire.
Les autres parties de ces thermes, situées plus au sud, n'ont pas été fouillées.

Thermes du Nord
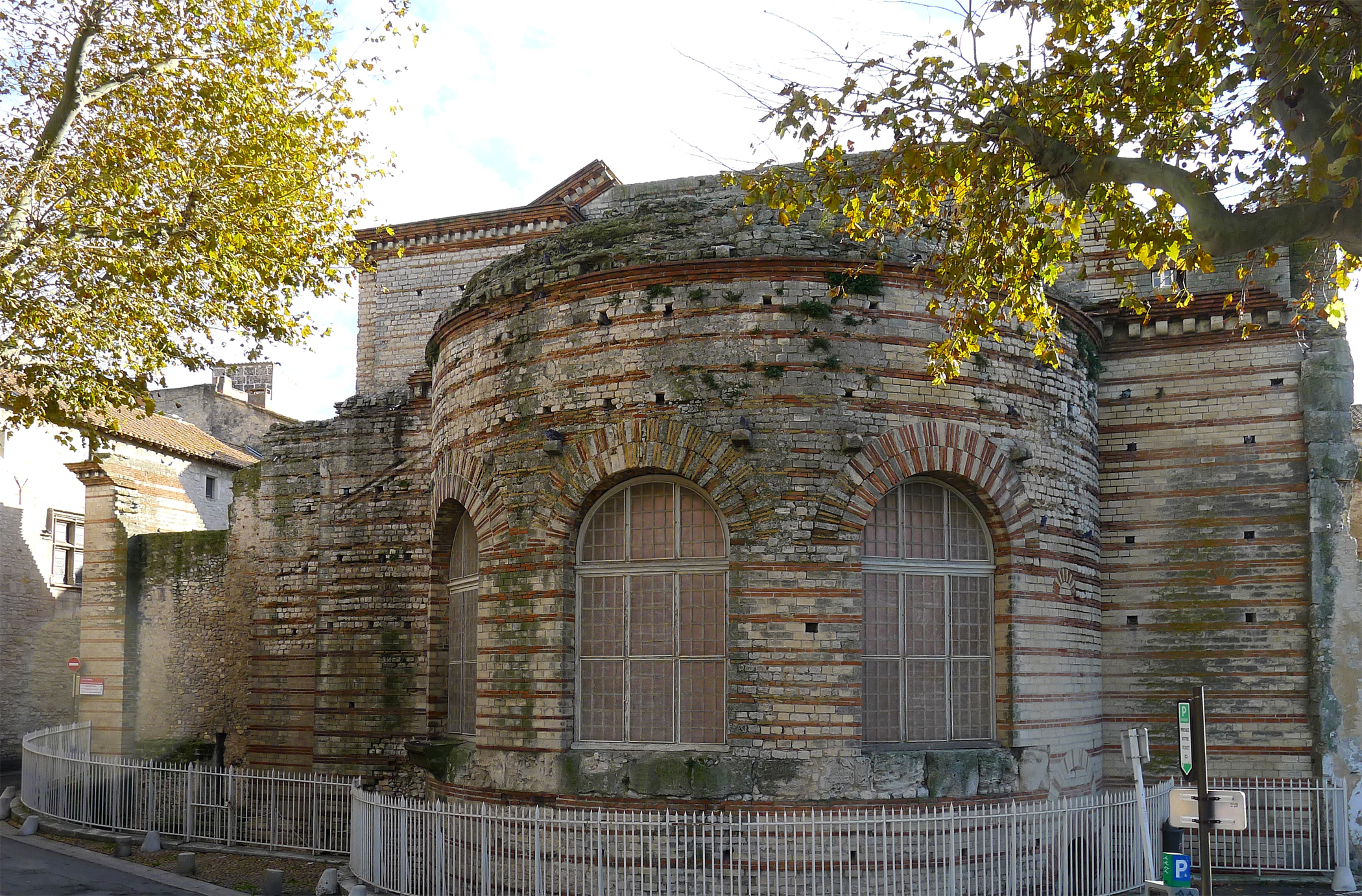
Solium semi-circulaire
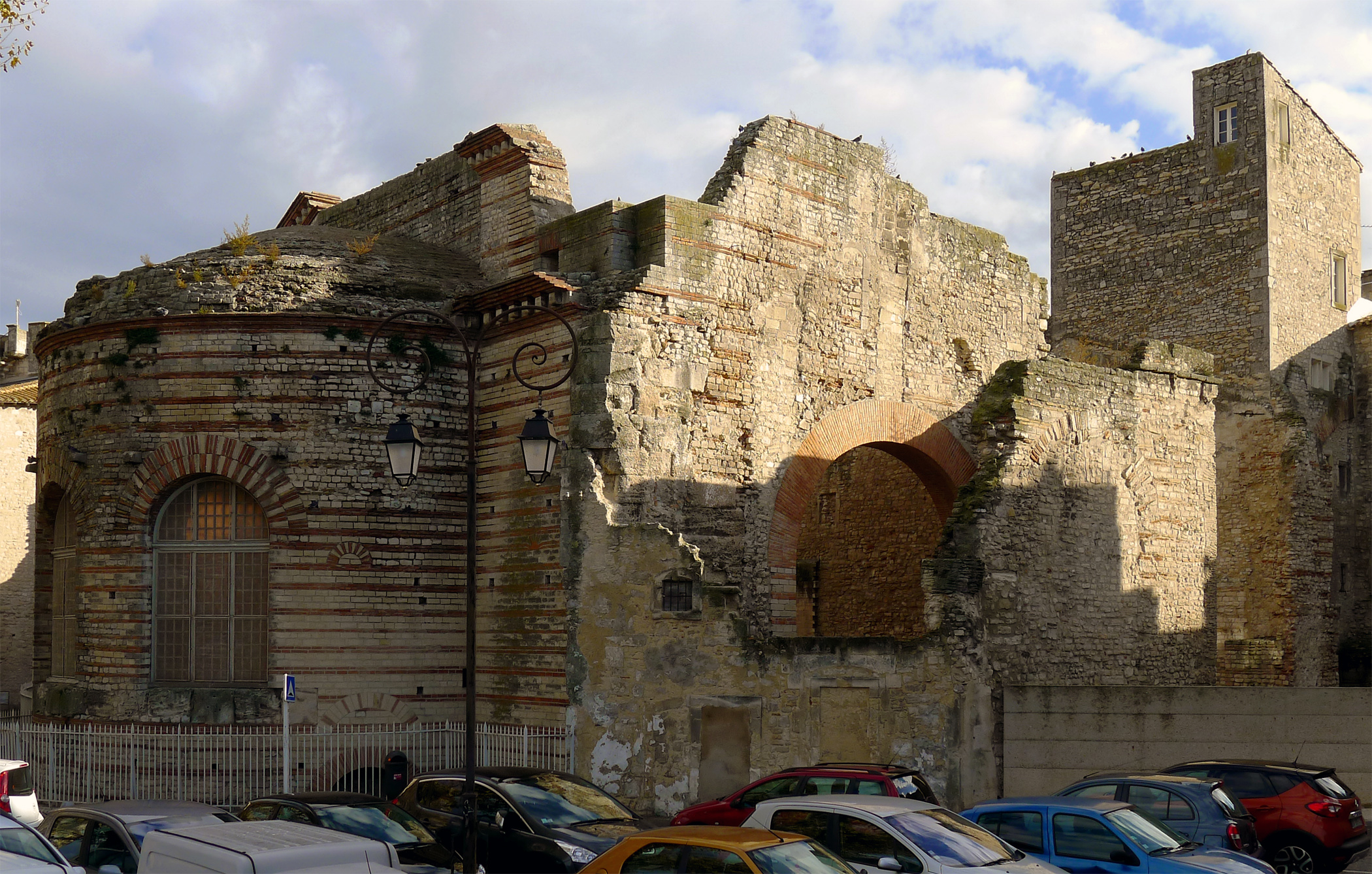
Vue d'ensemble du bâtiment
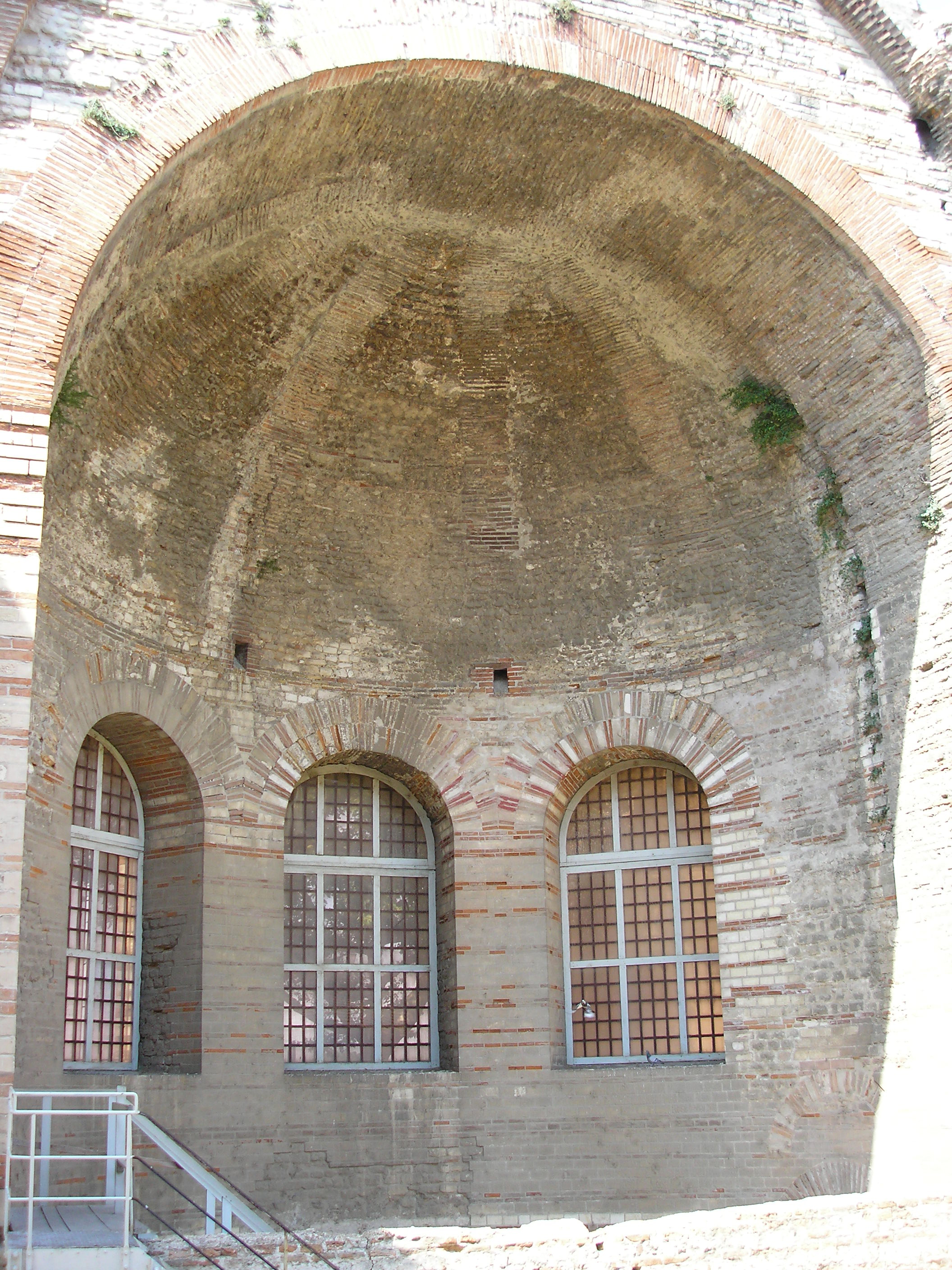
Voûte du caldarium
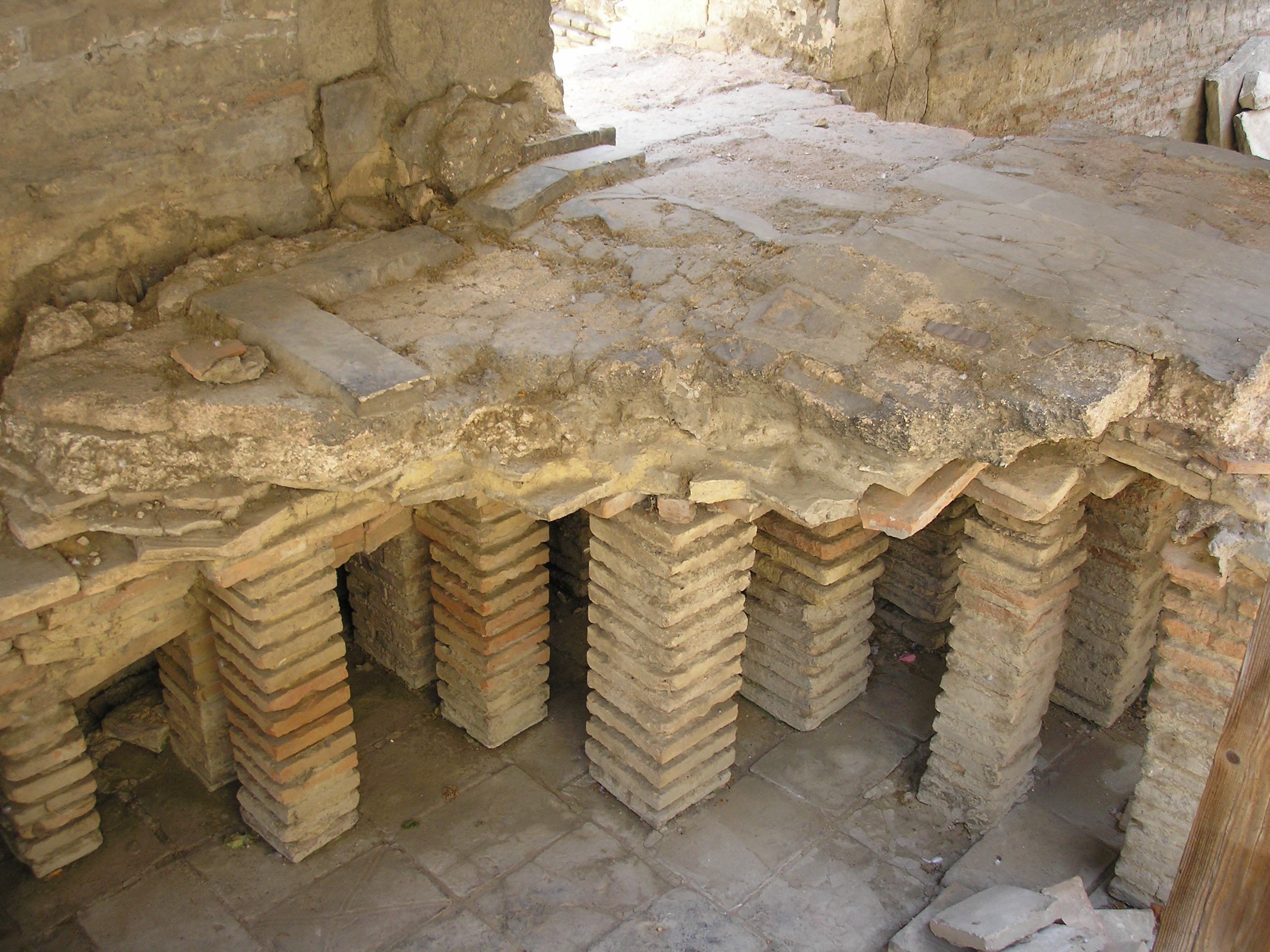
Pilettes d'hypocauste
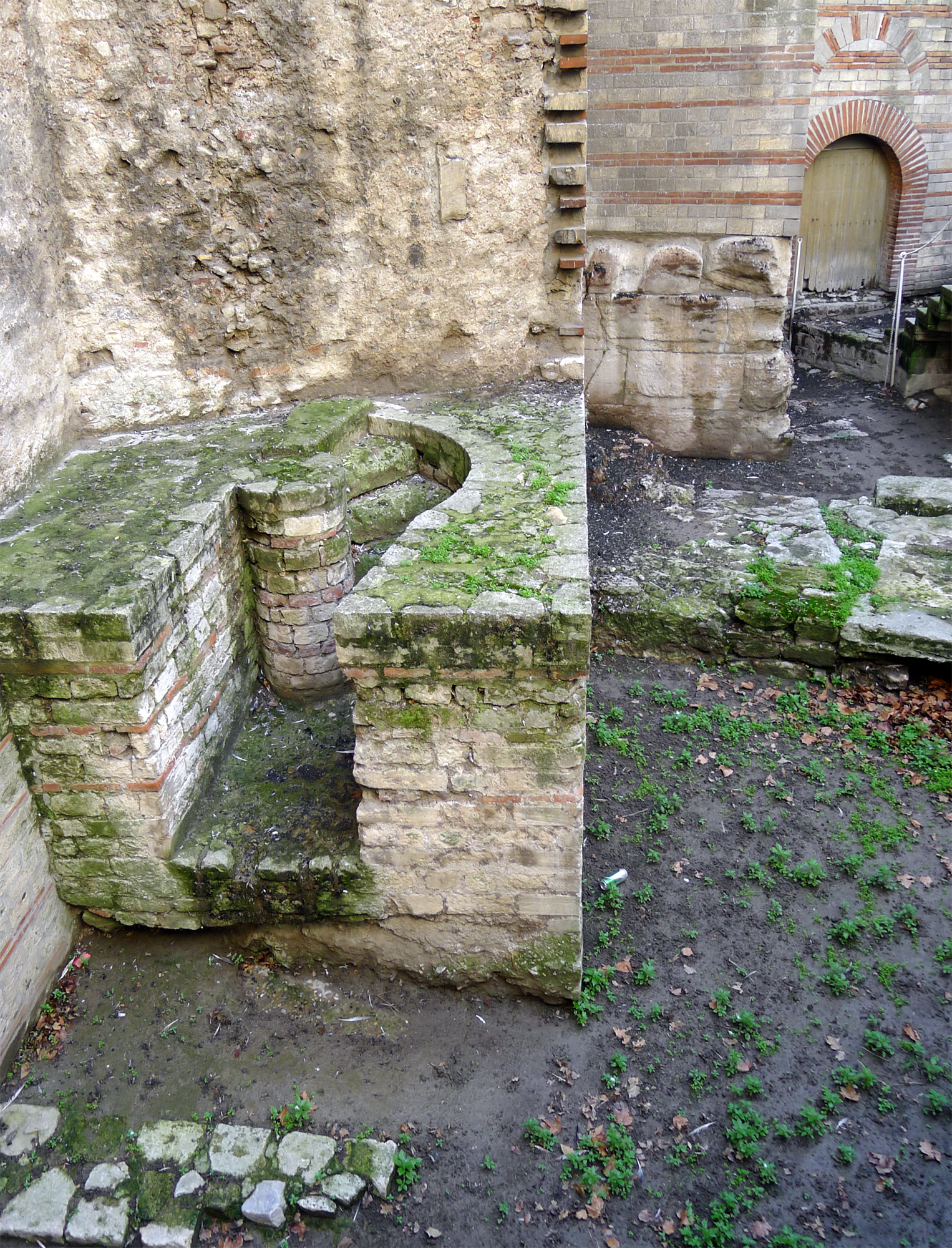
Vis d'escalier
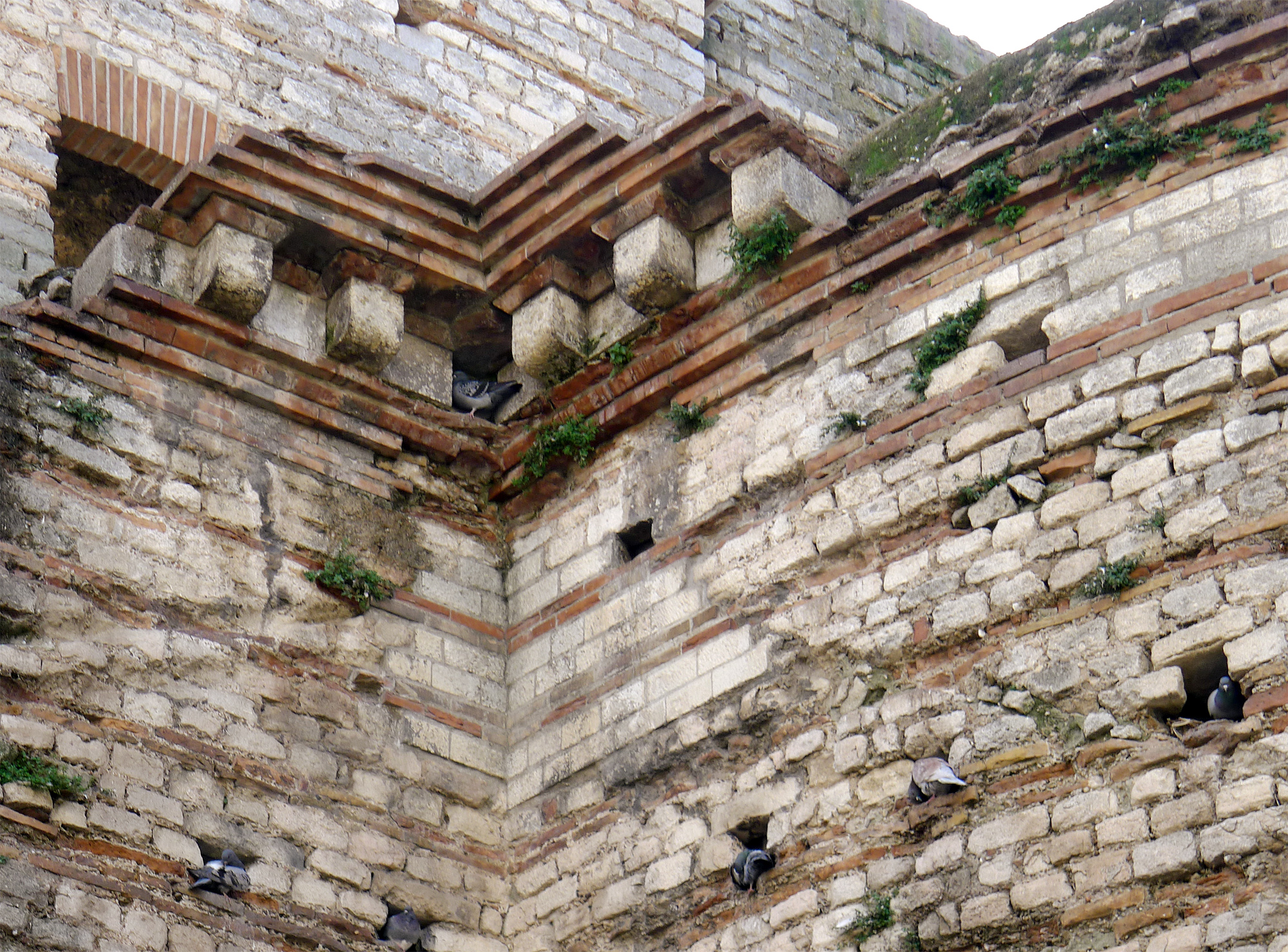
Structure des murs